# آلبی مورگان
آلبی مورگان (انگلیسی: Albie Morgan؛ زادهٔ ۲ فوریهٔ ۲۰۰۰) بازیکن فوتبال اهل بریتانیا است.
از باشگاه‌هایی که در آن بازی کرده‌است می‌توان به باشگاه فوتبال چارلتون اتلتیک اشاره کرد.